# The Charge of the Light Brigade (film)
The Charge of the Light Brigade är en stum-dramakortfilm från 1912, regisserad av J. Searle Dawley.

## Rollista
| Ben F. Wilson  | – Captain Morris (som Benjamin Wilson) |
| Richard Neill  | – Captain Nolan                        |
| James Gordon   | – Lord Raglan                          |
| Charles Sutton | – Lord Lucan                           |